# 남대문중학교
남대문중학교(南大門中學校)는 대한민국 서울특별시 성북구 장위동에 위치한 사립 중학교이다.

## 학교 연혁
- 1934년 5월 20일 : 설립자 조광운 박사가 조국의 중흥은 공업 진흥에 있음을 확신하고 전자 공업 발전에 기여할 수 있는 기능인 양성을 위해 조선무선강습소 설립
- 1940년 5월 3일 : 조선무선공과학원으로 교명 개칭
- 1948년 1월 27일 : 재단 법인 조선무선중학교 인가, 조광운 선생 초대 교장 겸 이사장 취임
- 1952년 8월 25일 : 학제 변경으로 남대문중학교와 동국무선고등학교로 교명 개칭
- 1969년 3월 3일 : 현 신축 교사로 이전
- 1988년 7월 15일 : 5층 도서실, 음악실 증축
- 1991년 3월 2일 : 5층 특별교실 5개 증축
- 2020년 1월 17일 : 남대문중학교 체육관/급식실 준공
- 2022년 1월 11일 : 제70회 졸업식(총 졸업생 누계 27,665명)
- 2022년 3월 1일 : 제14대 이음표 교장 취임

## 참고 자료
- 남대문중학교 - 한국교육학술정보원 학교알리미